# Лорейн (окръг, Охайо)
Окръг Лорейн (на английски: Lorain County) е окръг в щата Охайо, Съединени американски щати. Площта му е 2391 km², а населението - 284 664 души (2000). Административен център е град Елирия.